# Maine (Nueva York)
Chenango es un pueblo ubicado en el condado de Broome en el estado estadounidense de Nueva York. En el año 2000 tenía una población de 5.459 habitantes y una densidad poblacional de 46.1 personas por km².

## Geografía
Maine se encuentra ubicado en las coordenadas 42°12′19″N 76°1′33″O / 42.20528, -76.02583.

## Demografía
Según la Oficina del Censo en 2000 los ingresos medios por hogar en la localidad eran de $39,656, y los ingresos medios por familia eran $42,514. Los hombres tenían unos ingresos medios de $33,363 frente a los $21,875 para las mujeres. La renta per cápita para la localidad era de $17,773. Alrededor del 5.9% de la población estaban por debajo del umbral de pobreza.